# Real Good Looking Boy
«Real Good Looking Boy» es una canción del grupo británico The Who, publicada en el álbum recopilatorio Then and Now! 1964-2004 en 2004. El tema, compuesto por el guitarrista Pete Townshend, fue una de las dos nuevas composiciones, junto a «Old Red Wine», incluidas en el recopilatorio Then and Now. Juntas supusieron las primeras canciones nuevas grabadas por The Who en quince años. La canción fue también publicada como sencillo y fue interpretada en el musical The Boy Who Heard Music.

## Letra
La canción es un homenaje al cantante Elvis Presley. Durante su interpretación en directo, Roger Daltrey introdujo la canción describiéndola como un tema sobre «un hombre que cambió mi vida a los once años. Vi a Elvis en directo cuando tenía once años. Gracias a Dios que lo hice, me gustó porque todo el mundo con menos de veinte años pensaba que eran Elvis y se vestían como él. Todo el mundo mayor de veinte años le odiaba y eso era suficientemente bueno para mí». La introducción al piano de «Real Good Looking Boy» es un extracto del tema de Elvis «Can't Help Falling in Love», y uno de los últimos versos del tema usa también el primer verso de la canción de Elvis.